# Pusiola sordida
Pusiola sordida är en fjärilsart som beskrevs av Felder 1874. Pusiola sordida ingår i släktet Pusiola och familjen björnspinnare. Inga underarter finns listade.